# Spilosoma kendevani
Spilosoma kendevani là một loài bướm đêm thuộc phân họ Arctiinae, họ Erebidae.